# Кильмезь (станция)
Кильме́зь — закрытая железнодорожная станция Ижевского региона Горьковской железной дороги в селе Кильмезь Сюмсинского района Удмуртской Республики.

## История
Открыта в 1947 году.
В 1995 году закрыто пассажирское движение по станции.
В 2011 году закрыто грузовое движение по станции.

## Современное состояние
По состоянию на 2017 год станция и прилегающий к ней перегон Сюрек — Кильмезь полностью заброшены, пути находятся в непригодном для движения состоянии. Здание вокзала на станции Кильмезь разобрано. Весь участок Ува I — Кильмезь переведён в разряд подъездного пути станции Ува I.

## Движение поездов по станции
До 1995 года до станции ходил пассажирский поезд №605/606 Ижевск — Кильмезь. По состоянию на 1989 год, поезд №606 отправлялся из Ижевска в 18:00, прибывал в Кильмезь в 23:00. Поезд №605 оправлялся из Кильмези в 04:00, прибывал в Ижевск в 09:10.